# Affaire Khalifa
L'affaire Khalifa est l'un des plus gros scandales[non neutre] de l'histoire de l'Algérie, qui implique l'homme d'affaires algérien Rafik Khalifa et 11 coaccusés. L’ensemble des chefs d’inculpation sont la constitution d'association de malfaiteurs, falsification de documents officiels et usage de faux, vol en réunion, escroquerie, abus de confiance et corruption, falsification de documents bancaires, et banqueroute frauduleuse,.
Après la création très rapide d'un petit empire économique à la fin des années 1990, il apparaît comme le symbole de la réussite individuelle en Algérie. Mais son groupe fait faillite en 2003 et il est condamné en 2007 par la justice algérienne par contumace à la prison à vie pour détournement de fonds et usage de faux. Il s'est entre-temps réfugié à Londres, où il est arrêté par la justice britannique en 2007 à la suite d'un mandat d'arrêt européen délivré par la France. Le 25 juin 2009, la justice britannique autorise son extradition mais il fait appel. Il est finalement livré aux autorités algériennes le 24 décembre 2013. En juin 2015, il est condamné à dix-huit ans de prison. En juin 2022, cette peine est confirmée en appel  par le tribunal de Blida.

## Affaire
La question de l'origine de la richesse de Rafik Khalifa reste un mystère non élucidé : pour les économistes, il est inconcevable que sa pharmacie ait permis de générer assez d'argent pour lancer une banque et une compagnie aérienne en dix ans. Certains avancent que l'argent serait issu des généraux, ces chefs militaires qui se partagent le pactole autour du pétrole et des importations nationales.
Le 27 novembre 2002, après avoir décelé des flux financiers suspects, la Banque d'Algérie bloque les transferts vers l'étranger d'El Khalifa Bank. Le groupe sombre alors rapidement, notamment après qu'en février 2003, trois de ses proches collaborateurs sont arrêtés sur le tarmac de l'aéroport d'Alger - Houari-Boumédiène avec 200 000 euros en liquide. Au début de l'année 2003, une procédure de liquidation judiciaire est ouverte.
L'affaire connaît également des suites judiciaires à Mila, où plusieurs des proches de Rafik Khalifa sont inquiétés puis Khalifa lui-même.
Réfugié en Grande-Bretagne, il fait l'objet d'un mandat d'arrêt international et la justice britannique instruit alors l'affaire en vue d'une éventuelle extradition. Sa défense avance alors que Rafik Khalifa n'est pas le suspect numéro 1  et que la faillite du groupe serait orchestrée par le gouvernement de l'ancien président algérien Abdelaziz Bouteflika. Le procès a un important retentissement car il a impliqué plus de cent accusés et plus de deux cents témoins.
En juin 2009, la justice britannique autorise son extradition vers l'Algérie. Le 28 avril 2010, le ministre britannique de l'Intérieur, Alan Johnson, donne son aval à l'extradition de Rafik Khalifa vers son pays, où il a été condamné à la prison à perpétuité. Le 24 décembre 2013, il est remis aux autorités algériennes et directement entendu par le procureur général de la cour de Blida institutrice de l'affaire, puis emprisonné à la prison militaire de Blida.

## Procès

### En France

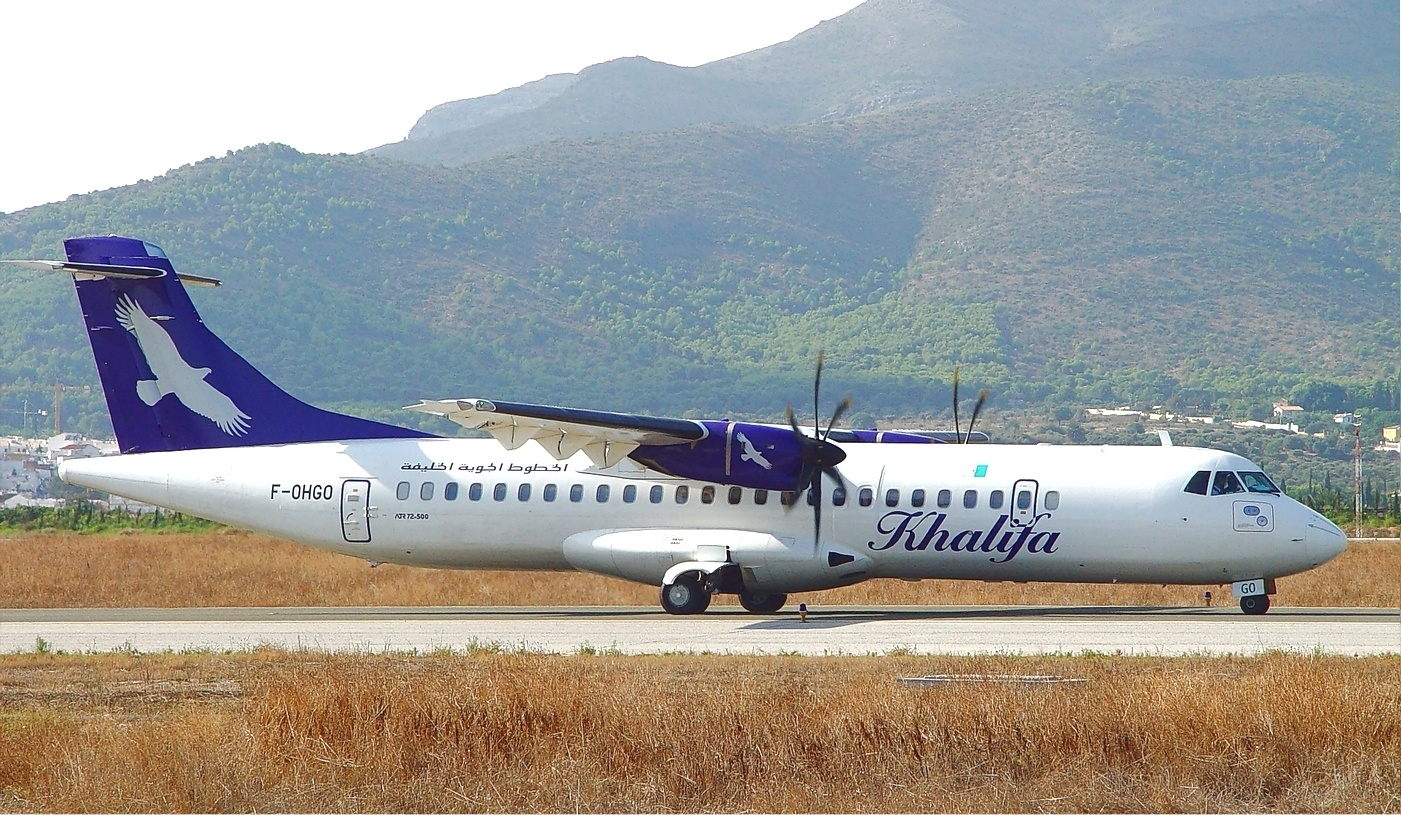
Un ATR 72 de Khalifa Airways.

En août 2003, lorsque les mandataires judiciaires perquisitionnent Khalifa Airways, ils constatent la disparition des ordinateurs et de certains avions de la flotte de la compagnie aérienne. Une partie du parc automobile de luxe a également disparu. Le Tribunal judiciaire de Nanterre ouvre fin 2003 une information judiciaire pour « abus de confiance, banqueroute par détournement d'actifs, banqueroute par dissimulation de comptabilité, blanchiment en bande organisée ».
En octobre 2014, le tribunal correctionnel de Nanterre condamne Rafik Khalifa à 5 ans de prison et 375 000 euros d'amende pour détournement et pillage des actifs de son groupe avant la mise en liquidation judiciaire.

### En Algérie
Pour la sauvegarde de son patrimoine, Rafik Khalifa aurait orchestré la disparition organisée de véhicules de luxe de sa société de location ou la vente à perte de ses villas cannoises à des sociétés situés dans la wilaya de Mila en Algérie. Une enquête révèle la disparition de 50 millions d'euros d'El Khalifa Bank d'Alger. Dix-sept enquêtes judiciaires sont alors ouvertes sur les affaires de Rafik Khalifa, qui vit à Londres depuis octobre 2002. Il a été condamné le 22 mars 2007 à l'emprisonnement à perpétuité pour association de malfaiteurs, vol qualifié, détournement de fonds, et faux et usage de faux.
Après un an et plus de cinq mois depuis son incarcération à la prison d'El-Harrach (Alger), à la suite de son extradition de Grande-Bretagne, le 24 décembre 2013, le procès Rafik Khalifa s'est ouvert le 4 mai 2015 au tribunal criminel de Blida. Après deux jours consacrés à la lecture de l'arrêt de renvoi qui comporte 169 pages, le juge commence, le troisième jour, à auditionner l'ex-golden-boy. L'accusé a choisi dans sa stratégie de défense de nier tous les chefs d'accusation pour lesquels il est inculpé.
Dans son réquisitoire, le procureur juge que le but d'El Khalifa Bank « n'était pas l'investissement, mais le pillage de l’argent des déposants ». Le 23 juin 2015, Rafik Khalifa est condamné à dix-huit ans de prison, jugement confirmé en cassation le 15 novembre 2020, et une peine de 18 ans de prison ferme confirmée en appel par le tribunal de Blida le 7 juin 2022.